# Zoltán Kocsis
Zoltán Kocsis (ur. 30 maja 1952 w Budapeszcie, zm. 6 listopada 2016 tamże) – węgierski pianista, kompozytor i dyrygent.

## Życiorys
Naukę muzyki rozpoczął w wieku pięciu lat. Od roku 1963 studiował pianistykę i kompozycję w Konserwatorium im. Béli Bartóka, od roku 1968 kontynuował studia na Akademii im. Ferenca Liszta u Pála Kadosy, György Kurtága i Ferenca Radosa.
W roku 1970 debiutował za granicami Węgier jako pianista. W następnych 25 latach występował z wieloma słynnymi orkiestrami, jak Chicagowska Orkiestra Symfoniczna, Sächsische Staatskapelle Dresden, San Francisco Symphony Orchestra, Filharmonia Nowojorska, Londyńska Orkiestra Filharmoniczna i Filharmonicy Wiedeńscy. W 2004 roku odznaczony został krzyżem kawalerskim francuskiego Orderu Sztuki i Literatury. W 2012 roku otrzymał Łańcuch Korwina.
W ostatnich latach występował często w roli dyrygenta, przede wszystkim z Budapeszteńską Orkiestrą Festiwalową oraz z Węgierską Filharmonią Narodową, gdzie pełnił też obowiązki dyrektora muzycznego.